# Корж Марія Петрівна
Марія Петрівна Корж (Ласюк) (5 березня 1941, село Летківка, тепер Гайсинського району Вінницької області — 24 вересня 2021, село Летківка Гайсинського району Вінницької області) — українська радянська діячка, ланкова колгоспу «Перемога» Тростянецького району Вінницької області. Депутат Верховної Ради УРСР 7—9-го скликань.

## Біографія
Народилася в багатодітній селянській родині Петра та Тодосії Ласюків. У 1955 році закінчила семирічну школу в селі Летківка Тростянецького району Вінницької області.
З 1955 року — колгоспниця, член ланки, з 1958 року — ланкова колгоспу «Перемога» села Летківка Тростянецького району Вінницької області. Збирала високі врожаї цукрових буряків та кукурудзи. Закінчила вечірню середню школу.
Член КПРС з 1968 року.
Потім — на пенсії в селі Летківка Тростянецького району Вінницької області.

## Родина
Чоловік: Корж Сергій  Сидорович.
Діти: Бойко (Корж) Людмила Сергіївна, Мельник (Корж) Тетяна Сергіївна, Лаврушина (Корж) Ольга Сергіївна.
Онуки: Бойко Олександр Володимирович, Бойко Артем Володимирович, Мельник Вячеслав Олегович, Лаврушина Вікторія Олександрівна, Ткачук Назарій Олегович.

## Нагороди
- орден Леніна
- ордени
- медалі
- грамота ЦК ЛКСМУ